# География на Руанда
Руанда е държава в Източна Африка, разположена в Африканската рифтова зона. На изток Руанда граничи с Танзания (дължина на границата – 210 km), на юг – с Бурунди (270 km), на запад – с Демократична република Конго (217 km), на север – с Уганда (140 km). Общата дължина на сухоземните граници (в т.ч. речни и езерни) е 837 km. На запад има излаз на езерото Киву. Дължината на страната от запад на изток е 230 km, а ширината ѝ до 180 km. В тези си граници Руанда заема площ от 26 338 km². Населението към 1.1.2018 г. възлиза на 11 270 000 души. Столица е град Кигали.
Територията на Руанда се простира между 1°03′ и 2°50′ ю.ш. и между 28°52′ и 30°54′ и.д. Крайните точки на страната са следните:
- крайна северна точка – 1°02′51″ ю. ш. 30°26′52″ и. д. / 1.0475° ю. ш. 30.447778° и. д., десен бряг на река Мувумба (ляв приток на Кагера), на границите с Уганда.
- крайна южна точка – 2°50′23″ ю. ш. 29°12′15″ и. д. / 2.839722° ю. ш. 29.204167° и. д., ляв бряг на река Аканяру, на границата с Бурунди.
- крайна западна точка – 2°31′50″ ю. ш. 28°51′44″ и. д. / 2.530556° ю. ш. 28.862222° и. д., ляв бряг на река Рузизи, на границата с Демократична република Конго.
- крайна източна точка – 2°04′39″ ю. ш. 30°53′55″ и. д. / 2.0775° ю. ш. 30.898611° и. д., ляв бряг на река Кагера, на границата с Танзания.[2]

## Релеф
Повърхността на Руанда представлява силно разчленено плато, с височина 1500 – 2000 m, изградено предимно от докамбрийски кристалинни и метаморфни скали. Повдигнатият до 2500 – 3000 m западен край на платото стръмно се спуска на запад към езерото Киву. В крайния северозапад, на границата с Демократична република Конго и Уганда се издига вулканичната планина Вирунга с връх Карисимби 4507 m.

## Климат
Климатът на Руанда е субекваториален, сезонно влажен, смекчен от значителната надморска височина. В столицата Кигали (на 1550 m н.в.) средните месечни температури през цялата година са около 20 – 21°С. Годишната сума на валежите е 1000 – 1500 mm, а в планината Вирунга до 2000 mm. Сухият сезон продължава от юни до август-септември.

## Води
Речната режа на страната е гъста и многоводна целогодишно. 67% от нейната територия принадлежи към водосборния басейн на река Нил, като основните реки са Кагера (597* km), Нябаронго (351 km) и Аканяру. В басейна на река Кагера има множество малки езера (Ихема, Мухази и др.). Останалите 33% от територията на Руанда принадлежат към водосборния басейн на река Конго. Тук най-голямата река е Рузизи (117* km) изтичаща от езерото Киву и вливаща се в езерото Танганика.

## Почви, растителност, животински свят, национални паркове
Растителността на страната е представена главно от вторични савани, образувани от многовековната човешка дейност на мястото на изсечени и унищожени листопадни и вечнозелени тропични гори. Вторичните савани са развити върху планински червени хумусно-фералитни почви. Склоновете на планината Вирунга са покрити с влажни вечнозелени планински гори и високопланинска тропична растителност. Богатият в миналото животински свят е силно изтребен. Болшинството от големите животни са се съхранили само в резерватите (различни видове антилопи, биволи, носорози, хипопотами, брадавичести свине, зебри, лъвове, леопарди, крокодили и др.) и в националния парк „Кагера“ на североизток. В националния парк „Вирунга“ (в северозападната част на страната) обитават силно намалелите планински горили.